# Nicolas Bertin

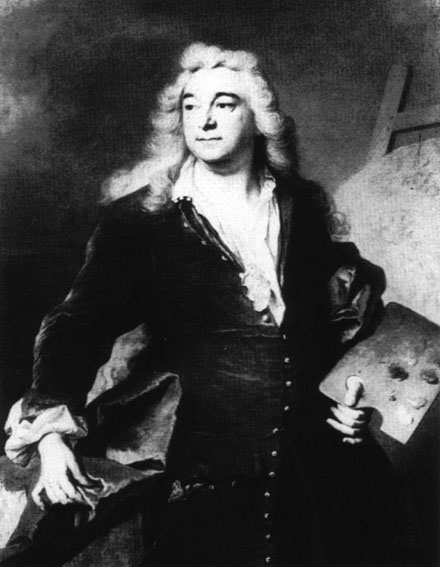
Ritratto di Nicolas Bertin eseguito da Jacques-François Delyen (1724)

Nicolas Bertin (Parigi, 1667 o 1668 – Parigi, 11 aprile 1736) è stato un pittore, disegnatore, decoratore d'interni francese, docente presso l'Accademia di Francia a Roma e membro dell'Académie royale de peinture et de sculpture.

## Biografia

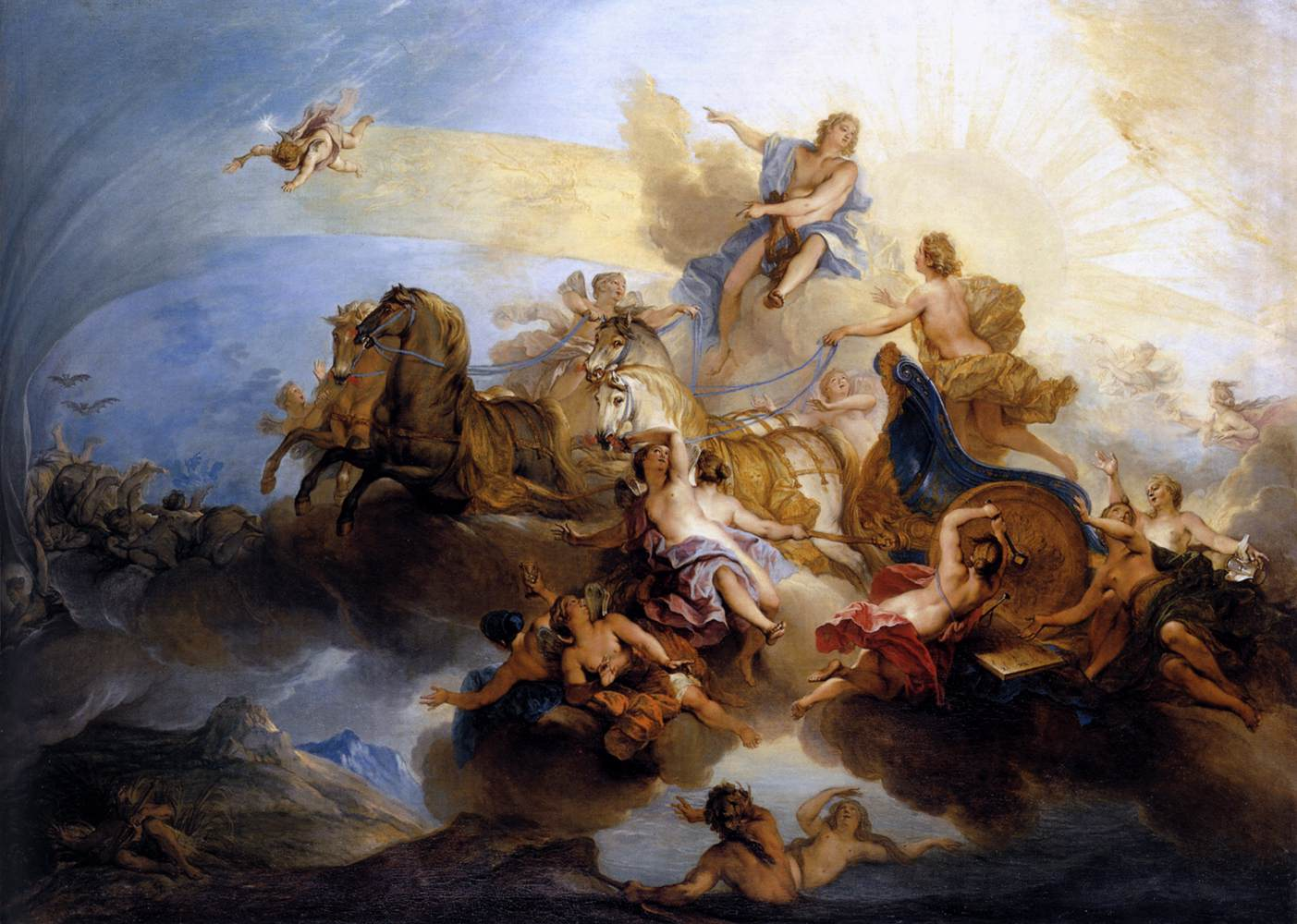
Fetonte sul carro del Sole (1720) circa

Apprese le basi dell'arte da Guy Louis I Vernansal e fu in seguito allievo di Bon Boullogne, Jean Jouvenet e Charles Le Brun. Vincitore del Prix de Rome nel 1685 con l'opera Costruzione dell'arca di Noè, studiò all'Accademia di Francia a Roma fino al 1689, soffermandosi in particolare sulle opere di Raffaello, dei Carracci e del Correggio. Capeggiò anche una protesta studentesca relativa ai metodi d'insegnamento dell'Accademia. Dopo una relazione con una nobildonna romana ritornò a Parigi facendo tappa a Lione, città importante e meta per parecchi artisti. Lavorò a Parigi fino al 1736, operando in parte anche a Versailles (presso la Ménagerie, un antesignano del moderno giardino zoologico, e il Trianon) , Meudon (1709) e Bercy (1712-1714). Nei primi tempi eseguì anche commissioni minori, come ad esempio il disegno delle statue del parco della Reggia di Versailles. Inizialmente fu suo protettore il Marchese di Louvois. Dopo la sua morte, Bertin riuscì comunque a proseguire nella sua carriera senza particolari problemi.
Nel 1703 fu ammesso all'Académie royale de peinture et de sculpture con la presentazione dell'opera Ercole libera Prometeo (Museo del Louvre, Parigi). Dal 1715-1716 fu docente presso l'Accademia di Francia a Roma e dal 1733 co-direttore. Sempre a partire dal 1715 l'elettore di Baviera, Massimiliano Emanuele, gli commissionò diversi dipinti per la decorazione, tra gli altri, del Castello di Nymphenburg e gli offrì di diventare pittore di corte, ma Bertin preferì rinunciare ed eseguire le opere richiestegli a Parigi. Molti suoi dipinti di ispirazione religiosa furono distrutti durante la Rivoluzione francese.
Bertin, artista di secondo piano a cavallo tra XVII e XVIII secolo, realizzò opere di vari generi, tra cui paesaggi, nature morte, rappresentazioni di soggetti storici, allegorici, mitologici, religiosi. Il suo stile rispecchia quello dei suoi insegnanti: classico e con reminiscenze nordiche derivanti dalla scuola di Bon Boullogne, come si può notare nei dipinti di piccola scala realizzati prima del 1700, con figure graziose e stilizzate e a colori chiari d'ispirazione fiamminga. A cavallo tra i due secoli, l'artista si pone all'avanguardia nella pittura dei soggetti religiosi in piccola scala per committenti privati, realizzandoli in modo da evidenziare oltre al significato religioso, anche quello profano (vedi Susanna e i vecchioni e Giuseppe e la moglie di Putifarre). Dopo il 1710 invece, nel suo stile traspaiono influssi della Scuola di Fontainebleau.
Fu suo allievo Aignan-Thomas Desfriches.

## Opere (elenco parziale)
- Fetonte sul carro del Sole, olio su tela, 90 x 125 cm, 1720 circa, Museo del Louvre, Parigi
- Mercurio uccide Argo, olio su tela, 73 × 92 cm, 1700 circa, perduto durante la Seconda guerra mondiale[4]
- La lapidazione di Santo Stefano, 37 x 51 cm, 1700-1715, Musée Henri Dupuis, Saint-Omer[5]
- Eliezer e Rebecca, olio su tela, 40,5 x 54,7 cm, 1785 circa, Collezione privata, firmato in basso a destra[6]
- Giuseppe e la moglie di Putifarre, olio su tavola, 38,5 x 32 cm, 1699, Rijksmuseum, Amsterdam, firmato in basso a destra Bertin in.[7]
- Susanna e i vecchioni, pendant del precedente, 1699[8]
- Baccanali, olio su tela, 36,9 × 46 cm, 1710-1720, Museo Nazionale, Varsavia[9]
- Eracle combatte contro Acheloo, olio su tela, 108 × 137 cm, 1710, Museo Nazionale, Varsavia[10]